# Manfred Winkelhock
Manfred Günther Winkelhock (Waiblingen, 6 ottobre 1951 – Toronto, 12 agosto 1985) è stato un pilota automobilistico tedesco.
Nato a Waiblingen, era fratello di Joachim Winkelhock, e padre di Markus Winkelhock, entrambi piloti automobilistici. Prima della Formula 1, fece carriera nelle formule minori, come la Formula 2 (3º al gran Premio di Enna del 1980) per poi impegnarsi costantemente anche nel settore delle vetture sport.

## Le formule minori
La carriera automobilistica di Winkelhock fu condizionata da un esordio piuttosto tardivo, ma la sua tenacia gli permise comunque di salire tutti i gradini fino alla massima serie. Dopo la gavetta come meccanico, a 25 anni debuttò in cronoscalate e gare di slalom a livello regionale. Sempre nel 1976 si iscrisse al trofeo monomarca riservato alla Volkswagen Scirocco, ottenendo 4 vittorie e il titolo, venendo così notato da Jochen Neerpasch, direttore della Squadra Corse BMW, che lo inserì per la stagione successiva nel BMW Junior Team con Marc Surer ed Eddie Cheever come compagni di squadra nelle gare del Deutsche-Rennsport-Meisterschaft riservate alle vetture turismo; in particolare al volante di una BMW 320 gruppo 5 elaborata da Schnitzer, Winkelhock vinse una gara all'Hockenheimring e si classificò terzo assoluto e primo della II Divisione alla fine del campionato.
Nel 1978 Winkelhock corse ancora per la BMW nel campionato turismo ed in Formula 2. Ottenne spesso piazzamenti sul podio, ma non riuscì mai a vincere una corsa di Formula 2, nonostante avesse corso anche per il team Maurer.
La notorietà di Manfred Winkelhock è dovuta, principalmente, a un drammatico incidente occorsogli al Nürburgring nel corso della gara di F.2 del 1980, quando la sua vettura, probabilmente a causa di un alettone piegato, praticamente decollò a mezz'aria dopo aver superato il dosso di Flugplatz, ribaltandosi sei volte in volo prima di schiantarsi contro le protezioni e riducendosi in mille pezzi: il pilota, salvato dal roll bar della vettura, ne uscì incredibilmente illeso.

## Formula 1

Manfred Winkelhock alla guida di una Arrows nel 1980

### Prime apparizioni
Il primo tentativo di qualificarsi per un Gran Premio di Formula 1, Winkelhock lo fece al Gran Premio d'Italia 1980, dove prese il posto del connazionale Jochen Mass, infortunato, sulla Arrows.

### Il periodo alla ATS

#### 1982
La partecipazione in pianta stabile alla Formula 1 cominciò nel 1982, quando fu ingaggiato dalla ATS, al fianco di Eliseo Salazar. Rispetto all'anno precedente, per la ATS, i risultati furono subito interessanti. Il settimo posto di Manfred in Brasile si trasformò nei due punti del quinto posto dopo la squalifica di Piquet e Rosberg. Giunse ancora a punti nel Gran Premio di San Marino, a cui non partecipava la maggior parte dei team inglesi: nelle verifiche del dopo gara venne però trovato sotto il peso minimo regolamentare, perdendo quindi la posizione. Il resto della stagione si trascinò in maniera più deludente: nessuno dei due piloti segnò alcun punto, e lo stile aggressivo di Manfred troppo spesso lo portò al ritiro per collisioni o incidenti. In tre occasioni arrivò a mancare la qualificazione.

#### 1983
L'anno successivo la ATS presentò una vettura disegnata da Gustav Brunner e spinta dal motore BMW turbo. Le prevedibili difficoltà nello sviluppo di una simile novità spinsero la squadra a schierare una sola vettura, guidata da Winkelhock. Le migliori prestazioni dell'anno furono quelle delle qualifiche, ottenendo posizioni nella prima metà dello schieramento, ma la scarsa affidabilità impedì molto spesso a Manfred di vedere il traguardo. Per la delusione del pilota tedesco, fallì la qualificazione proprio nella gara di casa, mentre in Olanda venne spinto dopo che il motore si era spento al via. La manovra era proibita, ma venne richiamato ai box solo dopo 50 giri.

#### 1984

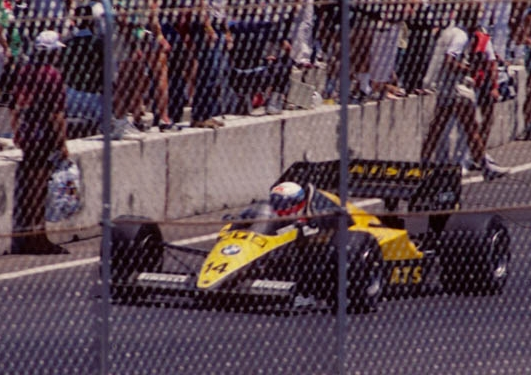
Winkelhock con la ATS D7 nel 1984 a Dallas

Le cose non migliorarono nel 1984, sempre con una vettura disegnata da Brunner prima di lasciare la ATS. Le qualifiche mostravano le qualità del pilota, ma problemi tecnici di vario genere impedivano di concretizzare queste potenzialità. A questo si aggiunse un ambiente di squadra ricco di tensione, a causa del carattere irascibile del titolare della scuderia, Gunther Schmidt, ed il brillante esordio di un giovane talento austriaco, Gerhard Berger. Quest'ultimo giunse sesto a Monza, anche se il regolamento non gli permise di ottenere punti in quanto la scuderia era iscritta al mondiale con una sola vettura.
Le brillanti prestazioni di Berger coincisero con altrettanti week-end sfortunati per Winkelhock: dopo la gara di Monza, Schmidt decise di licenziare il tedesco, che si presentò alla gara successiva, al Nürburgring, accompagnato da ufficiali giudiziari, per far sequestrare il materiale della scuderia, che aveva interrotto il suo contratto. Manfred non riuscì nell'intento, ma l'eco della vicenda portò i vari partner a lasciare la squadra, che si ritirò alla fine della stagione. Il pilota tedesco affrontò comunque l'ultima prova del mondiale sulla seconda Brabham, senza particolare successo.

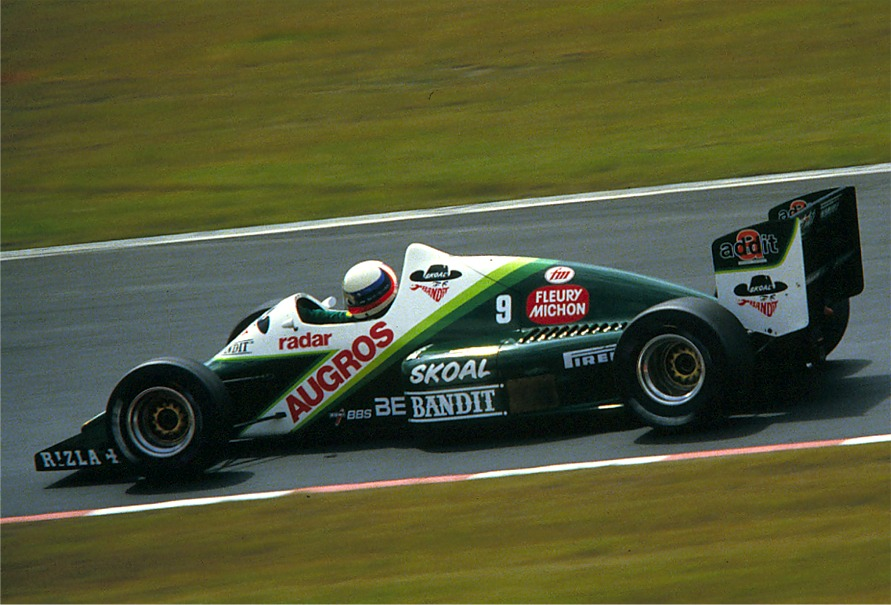
Winkelhock sulla RAM nel 1985

### Il 1985
Nella stagione 1985 passò al team RAM, al fianco di Philippe Alliot, ma i risultati continuavano ad essere piuttosto deludenti, anche a causa degli scarsi mezzi economici della squadra, che alla fine della stagione interruppe l'attività. Dopo un debutto al Gran Premio del Brasile con un tredicesimo posto il tedesco non si classificò in Portogallo, si ritirò a Imola e fallì anche la qualificazione a Monaco. Intanto il tedesco cercava un rilancio nel Campionato mondiale Endurance.

## Risultati in Formula 1
| 1980 | Scuderia | Vettura |  |  |  |  |  |  |  |  |  |  |  |    |  |  |  |  |  | Punti | Pos. |
| ---- | -------- | ------- |  |  |  |  |  |  |  |  |  |  |  | -- |  |  |  |  |  | ----- | ---- |
| 1980 | Arrows   | A3      |  |  |  |  |  |  |  |  |  |  |  | NQ |  |  |  |  |  | 0     |      |

| 1982 | Scuderia | Vettura |    |   |     |    |     |     |     |    |    |    |    |     |     |     |    |    |  | Punti | Pos. |
| ---- | -------- | ------- | -- | - | --- | -- | --- | --- | --- | -- | -- | -- | -- | --- | --- | --- | -- | -- |  | ----- | ---- |
| 1982 | ATS      | D5      | 10 | 5 | Rit | SQ | Rit | Rit | Rit | NQ | 12 | NQ | 11 | Rit | Rit | Rit | NQ | NC |  | 2     | 24º  |

| 1983 | Scuderia | Vettura |    |     |     |    |     |     |     |   |     |    |     |    |     |   |     |  |  | Punti | Pos. |
| ---- | -------- | ------- | -- | --- | --- | -- | --- | --- | --- | - | --- | -- | --- | -- | --- | - | --- |  |  | ----- | ---- |
| 1983 | ATS      | D6      | 16 | Rit | Rit | 11 | Rit | Rit | Rit | 9 | Rit | NQ | Rit | SQ | Rit | 8 | Rit |  |  | 0     |      |

| 1984 | Scuderia    | Vettura |    |     |     |     |     |     |   |     |   |     |     |    |     |    |  |    |  | Punti | Pos. |
| ---- | ----------- | ------- | -- | --- | --- | --- | --- | --- | - | --- | - | --- | --- | -- | --- | -- |  | -- |  | ----- | ---- |
| 1984 | ATS Brabham | D7 BT53 | ES | Rit | Rit | Rit | Rit | Rit | 8 | Rit | 8 | Rit | Rit | NP | Rit | NP |  | 10 |  | 0     |      |

| 1985 | Scuderia | Vettura |    |    |     |    |     |     |    |     |     |  |  |  |  |  |  |  |  | Punti | Pos. |
| ---- | -------- | ------- | -- | -- | --- | -- | --- | --- | -- | --- | --- |  |  |  |  |  |  |  |  | ----- | ---- |
| 1985 | RAM      | 03      | 13 | NC | Rit | NQ | Rit | Rit | 12 | Rit | Rit |  |  |  |  |  |  |  |  | 0     |      |

| Legenda | 1º posto     | 2º posto | 3º posto    | A punti         | Senza punti/Non class.  | Grassetto – Pole position Corsivo – Giro più veloce |
| Legenda | Squalificato | Ritirato | Non partito | Non qualificato | Solo prove/Terzo pilota | Grassetto – Pole position Corsivo – Giro più veloce |

## Le gare di durata
Negli stessi anni, Winkelhock disputava con una certa regolarità nelle gare per prototipi e vetture turismo, pilotando vetture come BMW M1, Porsche 935J, Ford Capri Turbo, Ford C100 e BMW 635 CSi per varie scuderie tedesche sia nel Deutsche-Rennsport-Meisterschaft che nel mondiale e alla 24 Ore di Le Mans: durante il disastroso 1984 in F1 aveva disputato alcune gare con la Porsche 956 della scuderia Kremer Racing, tra le più competitive del campionato, vincendo la prestigiosa 200 miglia di Norimberga.
Vista l'impossibilità di trovare un contratto per una scuderia competitiva in Formula 1, il tedesco firmò per la stagione 1985 un contratto con la stessa scuderia per partecipare a tutte le gare del Mondiale Endurance con la nuova Porsche 962C del team Kremer: le cose andarono per il meglio, ottenendo subito un podio e poi la vittoria alla 1000 km di Monza, al fianco del rivale in Formula 1, Marc Surer, seguita da altri buoni piazzamenti. L'11 agosto Winkelhock e Surer parteciparono alla 1000 km di Mosport: quest'ultimo ebbe un contatto al secondo giro con una vettura più lenta e ripartì dai box dopo lunghe riparazioni, ma quando (oltre un'ora dopo) Manfred Winkelhock prese i comandi della vettura ebbe un'uscita di strada impattando ad alta velocità contro le barriere in cemento e morì il giorno dopo all'ospedale di Toronto in seguito alle lesioni riportate nell'incidente. Winkelhock è stato sepolto nel cimitero di Waiblingen.